# Hyalesthes hani
Hyalesthes hani är en insektsart som beskrevs av Hoch 1985. Hyalesthes hani ingår i släktet Hyalesthes och familjen kilstritar. Inga underarter finns listade i Catalogue of Life.